# Myxicola sarsi
Myxicola sarsi är en ringmaskart som beskrevs av Henrik Nikolai Krøyer 1856. Myxicola sarsi ingår i släktet Myxicola och familjen Sabellidae. Inga underarter finns listade i Catalogue of Life.